# Wojciech Golla
Wojciech Golla (ur. 12 stycznia 1992 w Złotowie) – polski piłkarz występujący na pozycji obrońcy w Puskás Akadémia FC.

## Kariera
Jest wychowankiem Sparty Złotów, z której na początku 2008 trafił do Lecha Poznań. Przez cztery lata nie dostał jednak szansy na debiut w barwach pierwszej drużyny, więc w styczniu 2012 przeszedł do Pogoni Szczecin. Początkowo grał jako defensywny pomocnik, jednak w połowie 2013 zaczął eksperymentalnie występować jako stoper. Eksperyment wypadł pozytywnie i od tej pory Golla stał się podstawowym zawodnikiem pierwszej drużyny. Dobra postawa zaowocowała pierwszym w karierze powołaniem do seniorskiej reprezentacji Polski na mecze z Norwegią i Mołdawią w styczniu 2014. W kadrze zadebiutował 20 stycznia podczas wygranego 1:0 spotkania z Mołdawią. 4 czerwca 2015 obrońca podpisał dwuletni kontrakt z holenderskim NEC Nijmegen.

## Statystyki kariery
Stan na 19 lipca 2019 roku
| Klub              | Sezon             | Liga              | Liga  | Liga   | Puchar kraju | Puchar kraju | Puchar ligi | Puchar ligi | Suma  | Suma   |
| Klub              | Sezon             | Liga              | Mecze | Bramki | Mecze        | Bramki       | Mecze       | Bramki      | Mecze | Bramki |
| ----------------- | ----------------- | ----------------- | ----- | ------ | ------------ | ------------ | ----------- | ----------- | ----- | ------ |
| Lech Poznań       | 2008/09           | Ekstraklasa       | 0     | 0      | 0            | 0            | 1           | 0           | 1     | 0      |
| Lech Poznań       | 2009/10           | Ekstraklasa       | 0     | 0      | 0            | 0            | –           | –           | 0     | 0      |
| Lech Poznań       | 2010/11           | Ekstraklasa       | 0     | 0      | 0            | 0            | –           | –           | 0     | 0      |
| Lech Poznań       | 2011/12           | Ekstraklasa       | 0     | 0      | 0            | 0            | –           | –           | 0     | 0      |
| Lech Poznań       | Ogółem w Lechu    | Ogółem w Lechu    | 0     | 0      | 0            | 0            | 1           | 0           | 1     | 0      |
| Pogoń Szczecin    | 2011/12           | I liga            | 11    | 0      | 0            | 0            | –           | –           | 11    | 0      |
| Pogoń Szczecin    | 2012/13           | Ekstraklasa       | 18    | 0      | 0            | 0            | –           | –           | 18    | 0      |
| Pogoń Szczecin    | 2013/14           | Ekstraklasa       | 32    | 1      | 1            | 0            | –           | –           | 33    | 1      |
| Pogoń Szczecin    | 2014/15           | Ekstraklasa       | 34    | 1      | 2            | 0            | –           | –           | 36    | 1      |
| Pogoń Szczecin    | Ogółem w Pogoni   | Ogółem w Pogoni   | 95    | 2      | 3            | 0            | 0           | 0           | 98    | 2      |
| Nijmegen          | 2015/16           | Eredivisie        | 29    | 0      | 3            | 0            | –           | –           | 32    | 0      |
| Nijmegen          | 2016/17           | Eredivisie        | 37    | 0      | 1            | 0            | –           | –           | 38    | 0      |
| Nijmegen          | 2017/18           | Eerste Divisie    | 34    | 6      | 2            | 0            | –           | –           | 36    | 6      |
| Nijmegen          | Ogółem w Nijmegen | Ogółem w Nijmegen | 100   | 6      | 6            | 0            | 0           | 0           | 106   | 6      |
| Śląsk Wrocław     | 2018/19           | Ekstraklasa       | 35    | 1      | 3            | 0            | –           | –           | 38    | 1      |
| Ogółem w karierze | Ogółem w karierze | Ogółem w karierze | 230   | 9      | 12           | 0            | 1           | 0           | 243   | 9      |